# MultiEx Commander
MultiEx Commander es un gestor de recursos de juegos para Windows publicado por la Xentax Fundación. Algunas de las características es que incluyen un Lenguaje de programación interpretado llamado MexScript (BMS), un extractor e importador de archivos y un creador de mods EasyMod.
Esta aplicación es actualmente escrita por Mike Zuurman en Visual Basic. Las primeras versiones del programa estuvieron escritas en Borland Turbo C entre 1998 y 1999 y una interfaz de usuario para la línea de comandos de DOS para el programa archivador MultiEx, que fue creado en 1997. El programa tiene una API para extendider el programa por pIugins. La primera versión de MultiEx estuvo construida alrededor de MexScript, un script hecho escrito específicamente para habilitar a los programadores para procesar archivos (de juego) sencillamente escribiendo unas cuantas líneas de codigó. Todo los acontecimientos de nivel bajo serían llevados a cabo por el programa principal.
Además, MultiEx Commander puede crear mods para juegos vía el EasyMod creador. Los cambios hechos a archivos de juego (como sonidos, o texturas) se almacenan como un archivo solo, habilitando a los usuarios para distribuir su mods sin necesitar MultiEx Commander.